# Nationalpark Ankarafantsika
Der Nationalpark Ankarafantsika ist einer der ältesten Naturschutzparks Madagaskars in der Region Boeny.

## Geographie

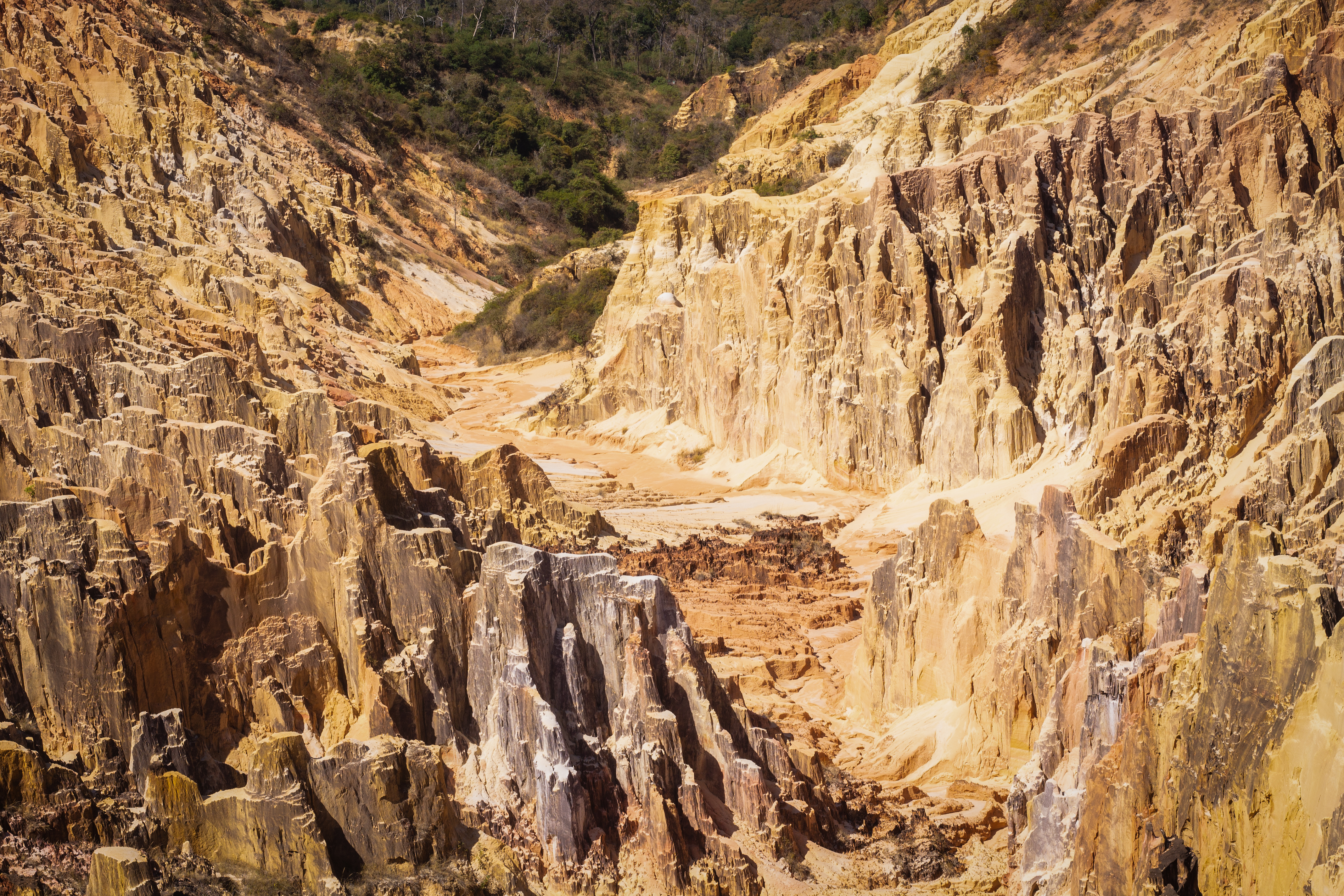
Canyon d' Ankarokaroka

Er befindet sich 114 km südlich von der Hafenstadt Mahajanga und 450 km nördlich von der Hauptstadt Antananarivo.
Die Nationalstraße 4 (Antananarivo–Mahajanga) durchquert den Park. Die nächsten Ortschaften sind Andranofasika (4 km), Ankazomborona (23 km). und Marovoay (41 km).
Die Ostgrenze bildet der Fluss Mahajamba und im Westen, der Betsiboka. Der Ravelobe See ist Teil des Nationalparks.

## Fauna und Flora
Im Nationalpark leben acht verschiedene Lemurenarten, darunter der Mongozmaki, der Coquerel-Sifaka und der Westliche Fettschwanzmaki, 129 Vogelarten, darunter der Madagaskarseeadler (Ankoay), wovon 75 endemisch sind. Des Weiteren zahlreiche Reptilien wie Chamäleons, Leguane, Schlangen und Süßwasserschildkröten.
Die Flora des Nationalparks ist ausgesprochen üppig, man findet hier 823 Arten, wovon 82 % endemisch sind.